# Ernest William Barnes

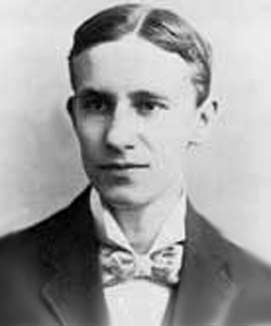
Ernest William Barnes (um 1890)

Ernest William Barnes (* 1. April 1874 in Birmingham, England; † 29. November 1953 in Sussex) war ein englischer Mathematiker und Theologe.

## Leben
Barnes’ Eltern waren Lehrer, und Barnes ging in Birmingham zur Schule. 1893 begann er sein Studium der Mathematik am Trinity College der Cambridge University, wo er 1896 Second Wrangler wurde. 1898 gewann er den Smith-Preis und wurde Fellow des Trinity. 1902 wurde er dort Lecturer und 1908 Tutor. 1907 erhielt er den Sc.D. in Cambridge. 1909 wurde er in die Royal Society gewählt. Gleichzeitig schlug er aber schon als Student die theologische Laufbahn ein – 1902 wurde er als Diakon geweiht, und 1915 verließ er Cambridge, um in London „Master of the Temple“ zu werden. 1918 war er Kanoniker in Westminster Abbey und 1924 Bischof von Birmingham. 1952 trat er in den Ruhestand.
In seiner Zeit als Bischof war er wegen seiner oft unorthodoxen Ansichten umstritten, beispielsweise durch sein 1947 erschienenes Buch The Rise of Christianity.
Barnes schrieb 29 mathematische Arbeiten. Die frühen beschäftigen sich mit der Gammafunktion. Eine wesentliche Leistung bestand darin, dass er eine höhere Gammafunktion, die sogenannte Barnes-G-Funktion einführte, die der Funktionalgleichung
{\displaystyle G(z+1)=G(z)\Gamma (z)}
genügt.
Barnes war verheiratet und hatte zwei Söhne.